# Kwame Adjeman-Pamboe
Kwame Adjeman-Pamboe (ur. 24 października 1987 w Londynie) – amerykański piłkarz pochodzenia ghańskiego występujący na pozycji skrzydłowego w jordańskim klubie Al-Salt SC.

## Kariera klubowa

### Viikingit
1 lipca 2009 podpisał kontrakt z fińskim klubem Viikingit. Zadebiutował 15 sierpnia 2009 w meczu Ykkönen przeciwko Jippo (0:5). Pierwszą bramkę zdobył 5 września 2009 w meczu ligowym przeciwko FC Hämeenlinna (2:4).

### Tampa Bay Rowdies
1 stycznia 2010 przeszedł do amerykańskiej drużyny Tampa Bay Rowdies. Zadebiutował 16 kwietnia 2010 w meczu North American Soccer League przeciwko Crystal Palace Baltimore (0:1). Pierwszą bramkę zdobył 22 maja 2010 w meczu ligowym przeciwko AC St. Louis (0:3).

### Barnet F.C.
1 stycznia 2011 podpisał kontrakt z angielskim klubem Barnet F.C.. Zadebiutował 26 lutego 2011 w meczu EFL League Two przeciwko Lincoln City F.C. (4:2).

### Agrotikos Asteras
1 lipca 2011 przeszedł do greckiej drużyny Agrotikos Asteras. Zadebiutował 20 listopada 2011 w meczu Football League przeciwko AEL Kallonis (0:0). Pierwszą bramkę zdobył 11 grudnia 2011 w meczu ligowym przeciwko GS Kallithea (1:0). W sezonie 2011/12 jego drużyna zajęła szesnaste miejsce w tabeli i spadła do niższej klasy rozgrywkowej. 

### Panachaiki GE
3 stycznia 2013 podpisał kontrakt z klubem Panachaiki GE. Zadebiutował 13 stycznia 2013 w meczu Football League przeciwko Thrasyvoulos Fylis (1:0). Pierwszą bramkę zdobył 14 kwietnia 2013 w meczu ligowym przeciwko Panetolikos GFS (4:3).

### El Qanah FC
1 października 2013 przeszedł do egipskiego klubu El Qanah FC. Zadebiutował 23 października 2013 w meczu 1/8 finału Pucharu Egiptu przeciwko Ismaily SC (0:0, k. 4:3). W Egyptian Premier League zadebiutował 25 grudnia 2013 w meczu przeciwko Ismaily SC (1:2), w którym zdobył bramkę.

### El-Gaish
16 lipca 2014 podpisał kontrakt z drużyną El-Gaish. Zadebiutował 15 września 2014 w meczu Egyptian Premier League przeciwko Al Nasr SC (5:0), w którym zdobył bramkę.

### Yalova TSK
21 września 2017 przeszedł do cypryjskiego klubu Yalova TSK.

### Doğan Türk Birliği
19 stycznia 2018 podpisał kontrakt z drużyną Doğan Türk Birliği.

### Al-Salt SC
1 listopada 2018 przeszedł do jordańskiego klubu Al-Salt SC.

## Statystyki

### Klubowe
(aktualne na dzień 7 grudnia 2020)
| Klub               | Sezon              | Liga                    | Liga  | Liga   | Puchar kraju | Puchar kraju | Suma  | Suma   |
| Klub               | Sezon              | Liga                    | Mecze | Bramki | Mecze        | Bramki       | Mecze | Bramki |
| ------------------ | ------------------ | ----------------------- | ----- | ------ | ------------ | ------------ | ----- | ------ |
| Viikingit          | 2009               | Ykkönen                 | 9     | 4      | 0            | 0            | 9     | 4      |
| Viikingit          | Ogólnie            | Ogólnie                 | 9     | 4      | 0            | 0            | 9     | 4      |
| Tampa Bay Rowdies  | 2010               | NASL                    | 21    | 1      | 2            | 1            | 23    | 2      |
| Tampa Bay Rowdies  | Ogólnie            | Ogólnie                 | 21    | 1      | 2            | 1            | 23    | 2      |
| Barnet F.C.        | 2010/11            | EFL League Two          | 1     | 0      | 0            | 0            | 1     | 0      |
| Barnet F.C.        | Ogólnie            | Ogólnie                 | 1     | 0      | 0            | 0            | 1     | 0      |
| Agrotikos Asteras  | 2011/12            | Football League         | 19    | 2      | 2            | 0            | 21    | 2      |
| Agrotikos Asteras  | Ogólnie            | Ogólnie                 | 19    | 2      | 2            | 0            | 21    | 2      |
| Panachaiki GE      | 2012/13            | Football League         | 22    | 3      | 0            | 0            | 22    | 3      |
| Panachaiki GE      | Ogólnie            | Ogólnie                 | 22    | 3      | 0            | 0            | 22    | 3      |
| El Qanah FC        | 2013/14            | Egyptian Premier League | 20    | 4      | 2            | 0            | 22    | 4      |
| El Qanah FC        | Ogólnie            | Ogólnie                 | 20    | 4      | 2            | 0            | 22    | 4      |
| El-Gaish           | 2014/15            | Egyptian Premier League | 28    | 5      | 1            | 0            | 29    | 5      |
| El-Gaish           | 2015/16            | Egyptian Premier League | 3     | 0      | 0            | 0            | 3     | 0      |
| El-Gaish           | Ogólnie            | Ogólnie                 | 31    | 5      | 1            | 0            | 32    | 5      |
| Ogólnie w karierze | Ogólnie w karierze | Ogólnie w karierze      | 123   | 19     | 7            | 1            | 130   | 20     |